# نوشته‌های پراکنده
نوشته‌های پراکنده نگارش  ۱۳۳۴ عنوان آثار پراکندهٔ صادق هدایت است. این مجموعه را حسن قائمیان گرد آورد و مقدمه ای مفصل در معرفی کتاب دارد. چاپ دوم با تجدید نظر کامل و اضافات در ۱۳۴۴ منتشر شد. 

## بخش های کتاب
- داستان‌ها حاوی چند داستان ترجمه و عامیانه
- مقاله‌ها و قطعات و جزوه‌های گوناگون که در مطبوعات چاپ شده‌اند
- آنچه صادق هدایت به فرانسه نوشته است حاوی دو داستان و یک مقاله[۱]